# Oecetis absimilis
Oecetis absimilis är en nattsländeart som beskrevs av Douglas E. Kimmins 1962. Oecetis absimilis ingår i släktet Oecetis och familjen långhornssländor. Inga underarter finns listade i Catalogue of Life.